# モハメド・アマン
モハメド・アマン（Mohammed Aman Geleto、1994年1月10日 - ）はエチオピアの陸上競技選手、専門は中距離走。2013年世界選手権男子800m金メダリスト。エチオピア中部のアセラ (Asella) 生まれ。
2009年と2011年のアフリカジュニア選手権800mで2大会連続優勝を飾った。2010年にシンガポールで開かれた第1回ユースオリンピックの男子1000m初代優勝者となった。
2011年7月にリールで行われた世界ユース選手権の800mは、ユース世界最高記録をマークしたケニアのレオナルド・キルワ・コセンチャに敗れて2位となった。
2011年8月、初めて出場した世界選手権は800m準決勝1組1着で1分44秒57のエチオピア新記録を樹立した。同大会の決勝は、1分45秒93の記録で最下位の8位だった。9月10日、リエーティの競技会でデイヴィッド・レクタ・ルディシャに敗れたが自らのエチオピア記録を1分43秒37に伸ばし、同時にコセンチャの記録を更新するユース世界最高記録を樹立した。9月18日、雨の中行われたミラノの競技会800mでルディシャを破り、彼の連勝記録を26で止めた。
2012年、3月の世界室内選手権800mを制し、史上最年少の優勝者となった。8月9日のロンドンオリンピック800m決勝は1分43秒20にエチオピア記録を更新したが、世界新記録を樹立して優勝したルディシャから2秒以上遅れる6位だった。同年のダイヤモンドリーグは8月17日のDNガランで優勝、8月30日の最終戦・ヴェルトクラッセチューリッヒで1分42秒53のエチオピア新記録をマークしてルディシャを破り、800m年間王者に輝いた。
2013年8月にモスクワで開かれた世界選手権800mは、ラスト20メートルで前を走るアメリカのニック・シモンズをかわして勝利、19歳で世界選手権金メダリストに輝いた。

## 主な戦績
| 年   | 大会                   | 開催地             | 種目     | 順位  | 記録    |
| ---- | ---------------------- | ------------------ | -------- | ----- | ------- |
| 2009 | アフリカ選手権         | バンブース         | 1位      | 800m  | 1:48.82 |
| 2010 | ユースオリンピック     | シンガポール       | 1位      | 1000m | 2:19.54 |
| 2011 | アフリカジュニア選手権 | ハボローネ         | 1位      | 800m  | 1:46.62 |
| 2011 | 世界ユース選手権       | リール             | 2位      | 800m  | 1:44.68 |
| 2011 | 世界選手権             | 大邱               | 8位      | 800m  | 1:45.93 |
| 2012 | 世界室内選手権         | イスタンブール     | 1位      | 800m  | 1:48.36 |
| 2012 | オリンピック           | ロンドン           | 6位      | 800m  | 1:43.20 |
| 2012 | ダイヤモンドリーグ     | ダイヤモンドリーグ | 年間優勝 | 800m  | 14pt    |
| 2013 | 世界選手権             | モスクワ           | 1位      | 800m  | 1:43.31 |
| 2014 | 世界室内選手権         | ソポト             | 1位      | 800m  | 1:46.40 |

## 自己記録
| 種目         | 記録      | 場所         | 日付          |
| ------------ | --------- | ------------ | ------------- |
| 800m         | 1分42秒37 | ブリュッセル | 2013年9月6日  |
| 800m（室内） | 1分44秒52 | バーミンガム | 2014年2月15日 |
| 1000m        | 2分15秒75 | ブリュッセル | 2014年9月7日  |
| 1500m        | 3分43秒52 | ブラザヴィル | 2011年6月12日 |
| 1マイル      | 3分57秒14 | ユージーン   | 2011年6月4日  |